# Krobathen (Gemeinde Brückl)
Krobathen (im 19. Jahrhundert auch Krabathen; slowenisch: Hrovače bzw. Krabace) ist eine Ortschaft in der Gemeinde Brückl im Bezirk Sankt Veit an der Glan in Kärnten und umfasst den Großteil des gleichnamigen Orts. Die Ortschaft hat 309 Einwohner (Stand 1. Jänner 2024).

## Lage
Die Ortschaft liegt auf dem Gebiet der Katastralgemeinde St. Filippen, im Süden der Gemeinde Brückl, im Südosten des Bezirks Sankt Veit an der Glan, unmittelbar an der Grenze zu den Bezirken Klagenfurt-Land und Völkermarkt. Der Ort liegt im Nordosten des Klagenfurter Felds, am Fuße des Christofbergs. Zur Ortschaft gehört auch der einen halben Kilometer außerhalb des Dorfs rechtsseitig an der Gurk gelegene Hof Jakitsch.
Die zwei Häuser des Orts Krobathen, die südlich der St. Michaeler Straße liegen, gehören zur Gemeinde Poggersdorf und bilden dort eine eigene Ortschaft Krobathen.

## Geschichte
Der Ort wird 1223 als Chrowat, 1488 als Chrawat und 1515 als zu Krabatten erwähnt. Der Name leitet sich vom Wort Kroaten ab; ein Bezug zu kroatischen Ansiedlern, wie sie für das Mittelalter in Kärnten nachweisbar sind, ist möglich, aber nicht gesichert.
In der ersten Hälfte des 19. Jahrhunderts gehörte der Ort zum Steuerbezirk Osterwitz. Bei Gründung der Ortsgemeinden im Zuge der Reformen nach der Revolution 1848/49 kam Krobathen an die Gemeinde St. Filippen. Seit der Gemeindezusammenlegung 1865 gehört der Ort zur Gemeinde Brückl, die bis 1915 den Namen St. Johann am Brückl führte.

## Bevölkerungsentwicklung
Für die Ortschaft ermittelte man folgende Einwohnerzahlen:
- 1869: 9 Häuser, 63 Einwohner[2]
- 1880: 10 Häuser, 53 Einwohner[3]
- 1890: 8 Häuser, 62 Einwohner[4]
- 1900: 7 Häuser, 54 Einwohner[5]
- 1910: 8 Häuser, 52 Einwohner[6]
- 1923: 8 Häuser, 57 Einwohner[7]
- 1934: 86 Einwohner[8]
- 1961: 23 Häuser, 160 Einwohner (davon Jakitsch 1 Haus, 21 Einwohner)[9]
- 2001: 75 Gebäude (davon 65 mit Hauptwohnsitz) mit 84 Wohnungen; 217 Einwohner und 11 Nebenwohnsitzfälle; 88 Haushalte; 5 Arbeitsstätten, 8 land- und forstwirtschaftliche Betriebe[10]
- 2011: 95 Gebäude, 232 Einwohner, 99 Haushalte, 8 Arbeitsstätten[11]
- 2021: 105 Gebäude, 274 Einwohner, 108 Haushalte, 18 Arbeitsstätten[12]